# George Uhlenbeck
George Eugene Uhlenbeck (6. prosince 1900 Jakarta, Nizozemská východní Indie – 31. října 1988 Boulder, Colorado, USA) byl nizozemský fyzik žijící v USA. V roce 1925 přišel společně se Samuelem Abrahamem Goudsmitem s konceptem elektronového spinu. Je také znám jako spoluobjevitel stochastického Ornsteinova-Uhlenbeckova procesu, který se dá použít k popisu Brownova pohybu částic. Během druhé světové války pracoval na MIT na vývoji radaru. Je nositelem několika vědeckých ocenění, v roce 1970 obdržel Lorentzovu medaili, v roce 1979 Wolfovu cenu za fyziku.